# Мачеу (Хунедоара)
Мачеу (рум. Măceu) насеље је у Румунији у округу Хунедоара у општини Бретеа Романа. Oпштина се налази на надморској висини од 284 m.

## Становништво
Према подацима из 2002. године у насељу је живело 366 становника, од којих су сви румунске националности.